# Ambagai Cã
Ambagai ou Hambacai (em mongol: Амбагай, Ambagai; em mongol: ᠠᠮᠪᠠᠭᠠᠢ, (H)ambaγai) foi um nobre mongol do século XII. Era filho de Characai. Sucedeu seu tio Cabul como cã do Camague Mongol e governou por alguns anos até sua captura pelos tártaros e envio ao Império Jim do norte da China, onde pereceu pregado num burro de madeira. Segundo Christoph Baumer, seu reinado transcorreu entre 1147 e meados dos anos 1150, enquanto segundo Chih-Shu E. Cheng, reinou nos anos 1130, sendo capturado no máximo em 1136. Sua captura ocorreu quando levava sua filha para casar com o chefe de um clã dos tártaros, possivelmente por instigação dos Jins. Foi sucedido por seu primo Cutula.